# GPIO
Một general-purpose input/output (viết tắt là GPIO) là một tín hiệu digital không có ràng buộc của một IC hoặc một mạch điện tử mà có thể được cấu hình để hoạt động ở chế độ ngõ vào, ngõ ra hoặc cả hai, và có thể điều khiển được trong quá trình làm việc của thiết bị.
Ý tưởng là đôi khi người tích hợp hệ thống tạo ra một hệ thống đầy đủ dùng chip có thể cần dùng một vài đường điều khiển số bổ sung và việc có sẵn chúng trên chip có thể bớt công sức bố trí một mạch điện mới. Ví dụ chip mã hoá âm thanh Realtek ALC260 có 8 cổng GPIO mặc định không dùng đến. Một số nhà tích hợp hệ thống (laptop Acer Inc.) dùng ALC260 dùng cổng GPIO đầu tiên (GPIO0) để bật amplifier dùng cho loa trong của laptop và giắc cắm ngoài.